# Mirta Noemí Martínez
Mirta Noemí Martínez López (San Nicolás, 2 de agosto de 1949 - desaparecida en Longchamps, 13 de diciembre de 1977), también conocida como La Gallega,  fue una militante peronista y miembro de la organización Montoneros detenida desaparecida durante la última dictadura cívico-militar en Argentina.

## Biografía
Nació en la ciudad de San Nicolas, en el noroeste de la provincia de Buenos Aires el 2 de agosto de 1949. Hija de José Martínez, un peón rural, y Adela, ama de casa. De chica vivió en un contexto obrero y rural, teniendo ocho hermanos, quienes debían mudarse con frecuencia dado que su padre era un trabajador golondrina. Siendo niña, la familia tuvo que separarse, por lo que Mirta y algunos de sus hermanos fueron enviados a lo de una tía en la isla Maciel en el gran Buenos Aires sur, donde ella pasaría su adolescencia.
El 19 de abril de 1969 se casó con su novio José Martínez, conocido como Pepe, con quien tuvo una hija nacida el 18 de enero de 1973, Gabriela Beatriz. La pareja eran militantes activos de Montoneros, lo que les implicó varias mudanzas dado el peligro que corrían. Sin embargo, el 13 de diciembre de 1977, una patota llegó al hogar donde vivián en Longchamps junto con Estela Oesterheld y su marido Raúl Oscar Mortola, como El Vasco, quienes fueron asesinados ese mismo día. Mirta y José fueron fueron secuestrados ese día, y su hija Gabriela fue testigo de la detención de sus padres. Ella luego llevada a la casa de su abuela. Mirta y su pareja José fueron llevados, junto con Martín Miguel, el hijo de Estela Oesterheld y Raúl Mortola, que en ese momento tenía tres años y medio, a una comisaría, y luego fueron llevados al Centro Clandestino de Detención El Vesubio, ubicado en el partido de La Matanza. Ellos siguen desaparecidos. Martín Miguel fue entregado posteriormente a su abuela Elsa Sánchez, quien se encargó de su crianza desde entonces. Durante el rato que estuvo en El Vesubio le mostraron a Martín a su abuelo Héctor Oesterheld que se hallaba detenido-desaparecido allí.
Mirta era hermana del también montonero y detenido-desaparecido en la Isla Maciel, el obrero José Osvaldo Martínez.

## Homenajes
El nombre de Mirta Martínez figura en un monumento que el Concejo Deliberante de Almirante Brown dedicó a las víctimas del terrorismo del estado de ese partido bonaerense.
Su hija, Gabriela Beatriz Martínez, ha brindado testimonios en diversas instancias judiciales y artísticas, contribuyendo a la reconstrucción de la memoria histórica y a la búsqueda de justicia para las víctimas de la dictadura.